# Pietro Marini
Pietro Marini, italijanski rimskokatoliški duhovnik in kardinal, * 5. oktober 1794, Rim, † 19. avgust 1863.

## Življenjepis
21. decembra 1846 je bil povzdignjen v kardinala in imenovan za kardinal-diakona S. Nicola in Carcere.